# Піщаловський замок
Піщаловський замок (біл. Пішчалаўскі замак), також відомий як «Мінський тюремний замок» — замок у стилі неокласицизму, історична будівля в центрі Мінська. Тут міститься слідчий ізолятор №1, відомий під розмовним терміном «Волода́рка» (біл. Валадарка) через розташування на вулиці Володарського. Єдине місце в сучасній Європі, де виконують смертну кару.

## Історія
Будівлю в стилі раннього класицизму було зведено в 1825 році на горі в Романівському передмісті за проєктом архітектора Казимира Хрщановича (на замовлення поміщика Рудольфа Піщалло, з іменем якого пов'язана назва Піщаловський замок). Всупереч поширеній помилці, Піщалло не був архітектором замку, а тільки генеральним підрядником, який виграв конкурс і отримав казенні гроші на будівництво нового кам'яного острогу замість старого. Будівлю завжди використовували як в'язницю. В острозі відбували покарання багато політичних ув'язнених: повстанці 1830-31 і 1863-64 років на чолі з Вінцентом Дуніним-Марцинкевичем, поети-гуманісти Карусь Каганець і Олесь Гарун, Якуб Колас, тут було страчено революціонера Івана Пуліхова, що вчинив замах на генерал-губернатора Курлова.
У період Сталінських репресій, а саме в ніч з 29 на 30 жовтня 1937 року в підвалі замку співробітниками НКВД було страчено пострілом в потилицю 36 білоруських діячів культури, науки і мистецтва. Ще 52 було страчено тієї ночі в підвалі будівлі внутрішньої тюрми НКВД в Мінську недалеко від Піщаловського замку. Всього ж за час репресій 1937-1940 рр в Піщаловському замку страчено близько 100 осіб, звинувачених в антирадянській діяльності.
Під час Другої світової війни в Піщаловському замку утримували заарештованих партизанів та підпільників. Деяких було страчено або закатовано в застінках замку.
Це останнє місце в Європі, де виконують смертну кару (всього з 1991 року в СІЗО №1 було страчено близько 400 осіб).
20 квітня 2008 року обрушилася одна з веж замку.

## Галерея

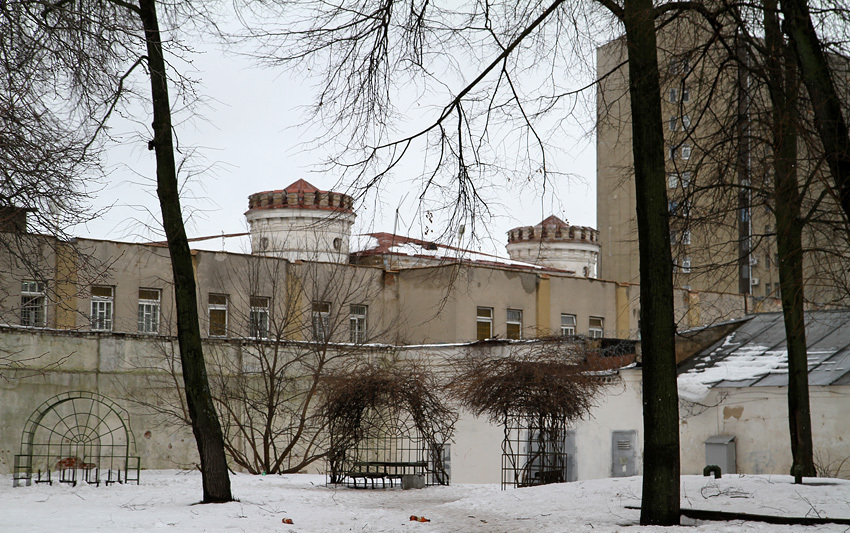
Піщаловський замок у 2012
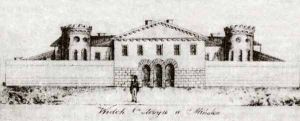
Малюнок замку 19 ст.